# محمد محمد آملی
مولانا محمد محمد آملی نویسنده و شاعر پارسی‌گوی سدهٔ نهم قمری است.

## زندگی
از محل تولد وی اطلاع دقیقی در دست نیست. امیر علیشیر نوایی در مجلس النفایس خود دربارهٔ او می‌نگارد: وی از اهالی آمل بوده و پدرش چندین سال در مشهد حکمرانی برقرار و در زمرهٔ سپاهیان بود ولی مولانا محمد برخلاف رویهٔ پدرش ترک سپاهیگری کرد و به درویشی گرایید و در گوشه‌ای منزوی شده بود و چون دارای ثروت و منالی بود روزگار به فراغت می‌گذرانید.
وی از شاگردان شرف‌الدین علی یزدی بود. در شعر به معما میل داشت و در آن ماهر بود. چون امیر علیشیر نوائی (م۹۰۶ق) در تذکرهٔ خود محل دفن او را ذکر کرده‌است، پس وی باید قبل از تألیف تذکرهٔ «مجالس‌النفائس» (۸۹۶ق) درگذشته باشد. مدفن محمد آملی در نیشابور است. در تذکره‌ها نام او را محمد آبلی و نازکی نیز ذکر کرده‌اند. تذکرهٔ «روز روشن» ذیل عنوان محمد آملی شرح حال محمد صوفی مازندرانی را آورده‌است که در سدهٔ یازدهم قمری می‌زیسته و در عهد اکبرشاه به هندوستان رفته‌است. از محمد آملی یک معما در «مجالس النفائس» آمده‌است.

## نمونه شعر
| نخواهم داد از خوبان گل چهر           |  | که خواهانم به مهرویان بی‌مهر   |
| ***                                  |  |                               |
| منم که نیست مرا جز به جام باده تفاخر |  | جدار ساقی گل‌چهره کاس‌های برابر |

## پی‌نوشت
1. ↑  «مولانا محمد محمد آملی»،  آفتاب.
2. ↑  «مولانا محمد محمد آملی»،  آفتاب.
3. ↑  طاهری شهاب و  نوری، «محمد آملی»، تاریخ ادبیات و فرهنگ مازندران، ۸۳۰.
4. ↑  «مولانا محمد محمد آملی»،  آفتاب.
5. ↑  «مولانا محمد محمد آملی»،  آفتاب.
6. ↑  طاهری شهاب و  نوری، «محمد آملی»، تاریخ ادبیات و فرهنگ مازندران، ۸۳۰.